# Čibutkovica
Čibutkovica (em cirílico:Чибутковица) é uma vila da Sérvia localizada no município de Lazarevac, pertencente ao distrito de Belgrado, na região de Kolubara. Possuía uma população de 1176 habitantes segundo o censo de 2009.

## Demografia
| 1948  | 1953  | 1961  | 1971  | 1981  | 1991  | 2002  |
| ----- | ----- | ----- | ----- | ----- | ----- | ----- |
| 1 488 | 1 553 | 1 500 | 1 430 | 1 319 | 1 357 | 1 260 |